# パコーラ
パコーラ(英語: Pakola)は、パキスタンのソフトドリンク。名前の由来は、「Pakistan Cola」である。

## 起源
パコーラは1950年8月14日にハジ・アリ・ムハンマドによって、パキスタンで誕生した。パコーラの商標はテリ一家が所有している。

## 商品
緑色のドリンクである「パコーラ・アイスクリームソーダ」が会社のトレードマークとなっている商品であるが、これまで様々な味の商品が販売されている。「パコーラ・ライチ」，「パコーラ・オレンジ」，「パコーラ・ラズベリー」，「パコーラ・フレッシュライム」である。またミルク味も販売されている。

## 販売メーカー
パコーラは、2014年現在、Mehran Bottlers社とGul Bottlers社の2社から販売されている。

## 海外での販売
パコーラは、パキスタンの中で海外進出に成功している、数少ない飲料の一つである。これまでアメリカ合衆国,アフリカ諸国,オーストラリア,カナダ,中近東,ニュージーランド,英国で販売実績がある。